# Анимација
Анимација (лат. animatio; превод: оживљавање, оживљење, давање душе) је поступак стварања илузије кретања цртежима, моделима или беживотним стварима. Крајем 20. века компјутерска анимација уздигла је ову уметност на нови ниво.
Најпознатији метод презентовања анимације јесу покретне слике или видео програм, иако поред ових постоје и друге методе. Овај вид презентовања се често извршава камером и пројектором или на екрану рачунара који се рапидно мењају слику у секвенци. Анимација може да се направи са ручно цртаним цртежима, компјутерски генерисаном сликама, или тродимензионалним објектима (лутке или прављене фигуре) или комбинацијом ових техника. Позиција сваког објекта у било којој слици се односи на положај тог објекта на претходној и наредној слици, тако да се објекти несметано крећу независно једна од друге. Уређаји за приказивање приказују ове слике великом брзином, најчешће са 24, 25 или 30 фрејмова по секунди.

## Историја
Рани примери покушаја да се створи феномен покретних цртежа могу да се нађу у палеолитским пећинским цртежима, где су животиње нацртане са више ногу у позицијама кретања са јасним покушајем да се створи перцепција кретања.
Пет хиљада година стара чинија пронађена у Ирану у Шахри Шокти на себи има исцртане пет слика козе нацртане на странама. Ово се узима као пример ране анимације. Међутим, с обзиром да није постојала техника приказивања слика у кретању, такве слике се не могу назвати анимацијом у правом смислу те речи..
Кинески уређај зоетроп је био пронађен 180. године. Први кинографи су били фенакистоскоп и праксиноскоп и то су популарни уређаји за анимацију измишљени у 19. веку.
Ови уређаји стварају осећај кретања секвенционалних слика, али анимација се тек почела да развија настанком кинематографије. Кинематографија је пројектор или камера у једној машини који омогућавају померање слика које се успешно померају на екрану који су изумљени од историјски раних стваралаца филмова, браће Лимијер 1894.
С обзиром да је неколико људи паралелно радило на анимираним филмовима, није могуће рећи ко је заправо креатор анимације.
Жорж Мелијес је креатор специјалних ефеката на филму и он је један од првих људи који су користили анимацију. Он је открио технику случајно када је стопирао камеру са циљем да направи неку промену на сцени, а онда је настављао да снима. Ово је касније постало познато као кадар-по-кадар. Мелијесу је пала камера док је снимио аутобус у покрету. Када је поправио камеру, догодило се да су мртвачка кола прошла поред Мелијеса чиме је створио илузију да аутобус прераста у мртвачка кола.
Најстарији кадар-по-кадар филм је кратки енглески рекламни филм Артура Мелбурна-Купера из 1899. Стјуарт Блектон је највероватније први амерички филмски сваралац који је користио технике кадар-по-кадар и ручно цртаних анимација.
Још један француски уметник, Емил Кол, почео је са цртањем стрипова а 1908. је створио филм Фантазмагорија. Филм се сматра првим филмом који је традиционални ручно цртани анимациони филм. Аутор првог анимационог филма са луткама (Лепа Луканида, 1912) је руски аутор Ладислав Старевич.
Након успеха Блектона и Кола, многи други уметници почели су да експериментишу са анимацијама. Један од њих је Винзор Макеј, успешни новински цртач који је направио напредније анимиране филмове који су захтевали тимски рад уметника и цртача. Најпознатији његови филмови су Мали Немо у земљи снова (1911), Герти диносаурус (1914) и Потапање Лузитаније (1918).
Продукција кратких анимираних филмова, познатих као цртани филмови, постали су индустрија током друге деценије 20. века, а приказивали су се у биоскопима. Најпознатији стваралац је био Џон Рендолф Бреј.
Апостол (шп. El Apóstol) је аргентински анимирани филм из 1917. и први дугометражни анимирани филм. Нажалост, филм је уништен у пожару и данас се сматра изгубљеним филмом.
Компјутерска анимација је постала популарна након појављивања филма Прича о играчкама (1995), првог анимираног филма који је настао применом ове технике.

## Технике

### Традиционална анимација
Традиционална анимација (која се назива и цел анимација или ручно нацртана анимација) је био процес који се користио за већину анимираних филмова током 20. века. Индивидуални оквири традиционално анимираног филма су фотографије или цртежи, првобитно цртани на папиру. Да би се креирала илузија кретања, сваки цртеж се мало разликује од оног пре њега. Аниматорски цртежи се преносе или фотокопирају на транспарентне ацетатне плоче зване цел (скраћено за целулоид), које се попуњавају бојама у приписаним бојама или тоновима на супротној страни од линија цртежа. Комплетирани целови се фотографишу један по један испред обојене позадине помоћу рострум камере на филмове покретних слика.
Традиционални процес цел анимације је постао застарео почетком 21. века. У данашње време, аниматори цртају а позадине се било скенирају или се директно цртају у рачунарском систему. Разни софтверски програми се користе за бојење цртежа, за симулације кретања камере и за ефекте. Финални анимирани комад је излаз из једног или неколико медија за испоруку, укључујући традиционални 35 mm филм и новије медије са дигиталним видеом. Изглед традиционалне цел анимације је још увек очуван, и рад аниматора карактера је есенцијално остао исти током задњих 70 година. неки анимациони продуценти су користили термин „традигиталан“ (комбинацију речи „традиционалан“ и „дигиталан“) за описивање цел анимације која знатно користи рачунарску технологију.
Примери својстава традиционалне анимације обухватају Пинокио (САД, 1940), Животињску фарму (Уједињено Краљевство, 1954), и Илузионисту (британско француски филм из 2010). Традиционално анимирани филмови произведени уз помоћ рачунарске технологије обухватају Краљ лавова (САД, 1994), Принц Египта (САД, 1998), Акира (Јапан, 1988), Зачарани град (Јапан, 2001), The Triplets of Belleville (Француска, 2003), и The Secret of Kells (ирско-брансуско-белгијска продукција, 2009).

#### Потпуна анимација
Потпуна анимација  се односи на процес за производњу висококвалитетних традиционално анимираних филмова који редовно користе детаљне цртеже и веродостојне покрете, те имају глатку анимацију. Потпуно анимирани филмови могу се направити у различитим стиловима, од реалистичније анимираних радова које производи Волт Дизнијев студио (Мала сирена, Лепотица и звер, Аладин, Краљ лавова) до оних који су у већој мери у цртаним стиловима Ворнер Бросов анимирани студио. Многи од Дизнијевих анимираних радова су примери потпуне анимације, као што је и низ недизнијевих радова, The Secret of NIMH (САД, 1982), The Iron Giant (САД, 1999), и Nocturna (Шпанија, 2007). Потпуно анимирани филмови су анимирани са 24 оквира у секунди, са комбинацијом анимације на јединицама и двојкама, што значи да се цртежи могу држати на једаном оквиру од 24 или на два оквира од 24.

#### Ограничена анимација
Ограничена анимација обухвата употребу мање детаљних или мање стилизованих цртежа и метода кретања што обично доводи до прескачуће анимације кретања. Ограничена анимација користи мањи број слика у секунди, чиме се ограничава флуидност анимације. Она је економичнија техника. Пионирски допринос овом приступу су дали уметници у америчком студију United Productions of America. Ограничена анимација се може користити као метод стилизованог артистичког изражавања, као у филмовима Gerald McBoing-Boing (САД, 1951), Yellow Submarine (УК, 1968), и појединим анимама произведеним у Јапану. Њена примарна употреба, међутим, је била у продукцији економичног анимираног садржаја за телевизију (као што је рад Хана и Барбера, Филматиона, и других ТВ анимационих студија) и касније Интернет (флеш анимације).

#### Ротоскопирање
Ротоскопирање је техника коју је патентирао Макс Флајшер 1917. године, у којој аниматори трасирају живе покрете, оквир по оквир. Изворни филм се може директно копирати са глумачких обриса у анимиране цртеже, као у The Lord of the Rings (САД, 1978), или користити у стилизованом и изражајном маниру, као у Waking Life (САД, 2001) и A Scanner Darkly (САД, 2006). Додатни примери су  (САД, 1983), Heavy Metal (1981), и Aku no Hana (2013).

#### Акција уживо/анимација
Живо-акциона/анимација је техника која комбинује ручно цртане ликове у живе снимке или живе акционе глумце у анимиране снимке. Једна од најранијих употреба је била у Koko the Clown где је Коко нацртан преко живог акционог снимака. Други примери су  (САД, 1988), Свемирски баскет (САД, 1996) и Osmosis Jones (САД, 2001).

### Кадар-по-кадар анимација
Кадар-по-кадар анимација се користи за описивање анимације креиране физичком манипулацијом објеката из реалног света и њиховим фотографисање оквир по оквир да би створила илузија кретања. Постоје многи типови анимације заустављеног кретања, који су обично именовани по медијуму који се користи за креирање анимације. Рачунарски софтвер за креирање овог типа анимације је широко доступан; међутим, традиционална анимација заустављеног кретања је обично мање скупа и захтева мање времена да се произведе него садашња рачунарска анимација.
- Луткарска анимација типично обухвата кадар по кадар интеракцију марионетских фигура у конструисаном окружењу, за разлику од интеракције реаслонг света у модел анимацији.[34] Лутке генерално имају арматуру унутар себе да би се одржале непомичним и стабилним, и чиме се ограничава њихово кретање у специфичним зглобовима.[35] Примери филмова који користе ову технику су The Tale of the Fox (Француска, 1937), Ноћна мора пре Божића (САД, 1993), Мртва невеста (САД, 2005), Коралина (САД, 2009), филмови Иржија Трнак и анимирана телевизијска серија скеч-комедије за одрасле Robot Chicken (САД, 2005–данас).
  - , креиран користећи технике које је развио Џорџ Пал,[36] су луткарски анимирани филмови који типично користе различиту верзију лутке за различите оквире, уместо је једноставно манипулишу једну постојећу лутку.[37]

- Глинена анимације, или пластелинска анимација, користи фигуре направљене од глине или сличног подесног материјала да се креира кадар-по-кадар анимација.[32]Laybourne 1998, стр. 150–151 Фигуре могу да имају арматуру или жичани оквир унутар себе, слично сродној луткарској анимацији, тако да се могу манипулисати ради њиховог стављање у жељену позу.[38] Алтернативно, фигуре могу да буду у потпуности направљене од глине, као у што је случај са филмовима Бруса Бикфорда, где глинена створења прелазе у различите облике. Примери глинених анимација обухватају The Gumby Show (САД, 1957–1967), Morph кратки филм (УК, 1977–2000), Wallace and Gromit кратки филм (УК, 1989), Јан Шванкмајеров Dimensions of Dialogue (Чехословачка, 1982), The Trap Door (УК, 1984). У филмове ове групе спадају Wallace & Gromit: The Curse of the Were-Rabbit, Chicken Run и The Adventures of Mark Twain.[39]